# Consistencia (lógica)
En metalógica, la consistencia o consistencia lógica es la propiedad que tienen los sistemas formales cuando no es posible deducir una contradicción dentro del sistema. Es decir, dado un lenguaje formal y un aparato deductivo (axiomas y reglas de inferencia), no es posible deducir una fórmula y su negación. La existencia de un modelo implica que una teoría lógica es consistente.
Generalizando, la consistencia es una propiedad que pueden tener los conjuntos de fórmulas. Intuitivamente, un conjunto de fórmulas es consistente cuando no es posible deducir una contradicción del mismo. Es decir, dado un lenguaje formal y un aparato deductivo, no es posible demostrar una fórmula y su negación. Equivalentemente, esto se puede expresar diciendo que para ninguna proposición lógica p: {\displaystyle {\mathcal {A}}\vdash p} y {\displaystyle {\mathcal {A}}\vdash \neg p} simultáneamente.

## Introducción
La consistencia de un conjunto de proposiciones {\displaystyle \scriptstyle {\mathcal {A}}} puede ser definida tanto en términos semánticos como en términos sintácticos. En términos semánticos, un conjunto de fórmulas es consistente si y sólo si tiene un modelo {\displaystyle \scriptstyle {\mathcal {M}}}:

{\displaystyle \vDash _{\mathcal {M}}{\mathcal {A}}}

Es decir, si existe al menos una interpretación que haga verdaderas a todas las fórmulas del conjunto. 
Para evaluar si el conjunto es consistente según la definición semántica, podemos construir una tabla de verdad:
{\displaystyle {\begin{array}{c|c|c|c}p&q&(q\to \neg p)&r\\\hline V&V&F&V\\V&V&F&F\\V&F&V&V\\V&F&V&F\\F&V&V&V\\F&V&V&F\\F&F&V&V\\F&F&V&F\\\end{array}}}
Como se ve, en ninguna de las interpretaciones (ninguna de las filas de la tabla) se da que todas las fórmulas son verdaderas. Luego, de acuerdo con la definición semántica, el conjunto es inconsistente.
En términos sintácticos, un conjunto de fórmulas es consistente si y sólo si para toda fórmula A, no es posible deducir tanto A como ￢A (i.e. la negación lógica de A) a partir del conjunto de fórmulas.
Por ejemplo, considérese el siguiente conjunto de fórmulas de la lógica proposicional: {\displaystyle p,q,(q\to \neg q),r} . Utilizando la regla de inferencia del modus ponens entre {\displaystyle q\land (q\to \neg q)} , es posible deducir {\displaystyle \neg p}. Luego, según la definición sintáctica de consistencia, el conjunto es inconsistente. 
Un sistema formal es consistente si y solo si el conjunto de sus teoremas es consistente.
Por los teoremas de la incompletitud de Gödel sabemos que ningún sistema formal que tenga un mínimo de poder expresivo puede ser a la vez consistente y completo.

## Demostración de consistencia
Una demostración de consistencia, o prueba de consistencia, es una demostración formal de que un sistema formal es consistente. Un sistema formal es consistente si no contiene una contradicción, o, en forma más precisa, no existe una proposición tal que se puede demostrar o deducir simultáneamente la proposición y su negación.
Referido a un argumento, la consistencia es la necesidad de que todas las premisas tengan que ser necesariamente y a la vez, como producto, todas verdaderas, para que el argumento, si es consistente, pueda ser válido o no válido. Referido al discurso, la consistencia tiene que ver con que las implicaciones lógicas del mismo no sean autocontradictorias.
El desarrollo inicial de la teoría de la demostración matemática fue motivado por el deseo de proveer demostraciones de coherencia finita para todas las matemáticas como parte del programa de Hilbert.  El programa de Hilbert cumple con las observaciones de Gödel, tal como se expresa en sus dos teoremas de incompletitud de Gödel, de que las teorías de demostración robustas no son capaces de probar su propia consistencia.
A pesar de que es posible demostrar la consistencia mediante teoría de modelos, por lo general se realiza de una manera puramente sintáctica, sin la necesidad de proveer una referencia a algún modelo de la lógica. La eliminación de corte (o en forma equivalente, la normalización del cálculo subyacente, si es que existe uno) implica la consistencia del cálculo: dado que obviamente no existe prueba de falsedad que sea libre de corte, no existe, por lo tanto, contradicción en general.

### Consistencia y completitud
Los principales resultados relacionados con la consistencia y completitud fueron demostrados por Kurt Gödel:
- El teorema de completitud de Gödel indica que toda teoría de primer orden consistente es completa con respecto al conjunto consistente máximo de las fórmulas que se generan por medio del algoritmo de búsqueda de demostración.
- Los teoremas de la incompletitud de Gödel indican que las teorías capaces de expresar su propia relación de demostrabilidad y de desarrollar un argumento diagonal son capaces de demostrar su propia consistencia solo si son inconsistentes. Estas teorías, si son consistentes, son denominadas teorías esencialmente incompletas.

Mediante la aplicación de estas ideas, se pueden encontrar cuatro tipos distintos de teorías de primer orden:
1. Teorías inconsistentes, que no poseen modelos.
2. Teorías que no pueden analizar su propia relación de demostración, tales como la axiomatización de Tarski de la geometría del punto y la línea, y la aritmética de Presburg. Dado que estas teorías son descriptas en forma satisfactoria por el modelo que se obtiene mediante el teorema de completitud, entonces estos sistemas son completos.
3. Teorías capaces de analizar su propia consistencia, y que incluyen la negación de la proposición que asevera su propia consistencia. Este tipo de teorías son completas con respecto al modelo que se obtiene a partir del teorema de completitud, pero contienen como teorema la implicancia de una contradicción, en contradicción al hecho de que son consistentes.
4. Teorías esencialmente incompletas.

En forma adicional, se ha descubierto recientemente que existe un quinto tipo de teoría, las teorías auto verificables, que son lo suficientemente robustas como para analizar su propia relación de demostración, pero son demasiado débiles como para realizar una diagonalización de Gödel, y que, por lo tanto, pueden demostrar en forma consistencia su propia consistencia. Sin embargo, una teoría que demuestra su propia consistencia no permite obtener ninguna información interesante, dado que las teorías inconsistentes también demuestran su propia consistencia.

### Fórmulas
Un conjunto de fórmulas {\displaystyle \Phi } en lógica de primer orden es consistente (expresado como Con{\displaystyle \Phi }) si y solo si no existe una fórmula {\displaystyle \phi } tal que {\displaystyle \Phi \vdash \phi } y {\displaystyle \Phi \vdash \lnot \phi }.  De lo contrario {\displaystyle \Phi } es inconsistente y se expresa Inc{\displaystyle \Phi }.
{\displaystyle \Phi } es simplemente consistente si y solo si para ninguna fórmula {\displaystyle \phi } de {\displaystyle \Phi } son tanto {\displaystyle \phi } como la negación de {\displaystyle \phi } teoremas de {\displaystyle \Phi }.
{\displaystyle \Phi } es absolutamente consistente si por lo menos una fórmula de {\displaystyle \Phi } no es un teorema de {\displaystyle \Phi }. 
{\displaystyle \Phi } es máximamente consistente si y solo si para toda fórmula {\displaystyle \phi }, si Con {\displaystyle \Phi \cup \phi }  entonces  {\displaystyle \phi \in \Phi }.
{\displaystyle \Phi } se dice contiene testigos si y solo si para cada fórmula de la forma  {\displaystyle \exists x\phi } existe un término {\displaystyle t} tal que  {\displaystyle (\exists x\phi \to \phi {t \over x})\in \Phi }.

#### Resultados básicos
1. Los siguientes son equivalentes:
(a) Inc{\displaystyle \Phi }
(b) Para todo {\displaystyle \phi ,\;\Phi \vdash \phi .}
2. Todo conjunto de fórmulas satisfactible es consistente, un conjunto de fórmulas  {\displaystyle \Phi } es satisfactible si y solo si existe un modelo {\displaystyle {\mathfrak {I}}} tal que  {\displaystyle {\mathfrak {I}}\vDash \Phi }.
3. Para todo {\displaystyle \Phi } y {\displaystyle \phi }:
(a) si no {\displaystyle \Phi \vdash \phi }, entonces Con{\displaystyle \Phi \cup \{\lnot \phi \}};
(b) si Con {\displaystyle \Phi } y {\displaystyle \Phi \vdash \phi }, entonces Con{\displaystyle \Phi \cup \{\phi \}};
(c) si Con {\displaystyle \Phi }, entonces Con{\displaystyle \Phi \cup \{\phi \}} o Con{\displaystyle \Phi \cup \{\lnot \phi \}}.
4. Sea {\displaystyle \Phi } un conjunto de fórmulas consistentes y que poseen testigos.  Para todo {\displaystyle \phi } y {\displaystyle \psi }:
(a) si {\displaystyle \Phi \vdash \phi }, entonces {\displaystyle \phi \in \Phi },
(b) o bien  {\displaystyle \phi \in \Phi } o bien {\displaystyle \lnot \phi \in \Phi },
(c) {\displaystyle (\phi \lor \psi )\in \Phi } si y solo si {\displaystyle \phi \in \Phi } o {\displaystyle \psi \in \Phi },
(d) si {\displaystyle (\phi \to \psi )\in \Phi } y {\displaystyle \phi \in \Phi }, entonces {\displaystyle \psi \in \Phi },
(e) {\displaystyle \exists x\phi \in \Phi } si y solo si existe un término {\displaystyle t} tal que {\displaystyle \phi {t \over x}\in \Phi }.

#### Teorema de Henkin
Sea {\displaystyle \Phi } un conjunto de fórmulas máximamente consistentes testigos.
Define una relación binaria en el conjunto de términos S {\displaystyle t_{0}\sim t_{1}\!} si y solo si {\displaystyle \;t_{0}=t_{1}\in \Phi }; y sea {\displaystyle {\overline {t}}\!} la clase de términos de equivalencia conteniendo {\displaystyle t\!}; y sea {\displaystyle T_{\Phi }:=\{\;{\overline {t}}\;|\;t\in T^{S}\}} donde {\displaystyle T^{S}\!} es el conjunto de términos basados en el conjunto de símbolo {\displaystyle S\!}.
Define la estructura S {\displaystyle {\mathfrak {T}}_{\Phi }} sobre {\displaystyle T_{\Phi }\!} el término-estructura correspondiente a {\displaystyle \Phi } mediante:
(1) Para el {\displaystyle n}-ésimo {\displaystyle R\in S}, {\displaystyle R^{{\mathfrak {T}}_{\Phi }}{\overline {t_{0}}}\ldots {\overline {t_{n-1}}}} si y solo si {\displaystyle \;Rt_{0}\ldots t_{n-1}\in \Phi },
(2) Para el {\displaystyle n}-ésimo {\displaystyle f\in S}, {\displaystyle f^{{\mathfrak {T}}_{\Phi }}({\overline {t_{0}}}\ldots {\overline {t_{n-1}}}):={\overline {ft_{0}\ldots t_{n-1}}}},
(3) Para {\displaystyle c\in S}, {\displaystyle c^{{\mathfrak {T}}_{\Phi }}:={\overline {c}}}.
Sea {\displaystyle {\mathfrak {I}}_{\Phi }:=({\mathfrak {T}}_{\Phi },\beta _{\Phi })} el término-interpretación han asociado con {\displaystyle \Phi }, donde {\displaystyle \beta _{\Phi }(x):={\bar {x}}}.